# Kirstine Meyer
Kirstine Bjerrum Meyer (Skærbæk, Dinamarca, 12 de octubre de 1861-Hellerup, Dinamarca, 28 de septiembre de 1941) fue una física danesa y la primera mujer en el país en obtener un doctorado en ciencias naturales.

## Biografía
Kirstine Bjerrum nació en Skærbæk, Dinamarca, hija de Niels Janniksen Bjerrum (1826-1880) y Christiane Degn (1826-1877).
Se trasladó a Copenhague a los 18 años para vivir con su hermano mayor, el oftalmólogo Jannik Petersen Bjerrum (1851-1920). En 1885, se casó con el matemático Adolph Constantin Meyer (1854-1896) y adoptó su apellido. Tras la muerte de su marido en 1896, se encargó en solitario de educar al hijo de ambos, Johannes.
En 1882, Kirstine Meyer obtuvo una titulación como profesora en la N. Zahles Skole. En 1885, comenzó sus estudios en la Universidad de Copenhague, donde se graduó en 1893 con una maestría en física. Estuvo asociada a la escuela entre 1885 y 1909 y durante varios años más continuó como censora en la N. Zahles Skole. Entre 1892 y 1893 trabajó como sustituta en la escuela masculina Metropolitanskolen.
Fue profesora de instituto durante muchos años al mismo tiempo que investigaba en física. Ganó la Medalla de Oro de la Real Academia Danesa de Ciencias y Letras en 1899 por un artículo en el que exploraba si existe una ecuación de estado general para todos los cuerpos fluidos, Om overensstemmende Tilstande hos Stofferne. Obtuvo su doctorado en física de la Universidad de Copenhague en 1909, convirtiéndose así en la primera mujer danesa en obtener un doctorado en ciencias naturales.  Su disertación, Temperaturbegrebets Udvikling gennem Tiderne (El desarrollo del concepto de temperatura a través del tiempo), consistió en un tratamiento en profundidad de la historia del concepto de temperatura.
En 1902, Meyer fundó Fysisk Tidsskrift, una revista de física danesa y trabajó en ella como editora hasta 1913. En 1925, fue receptora de la beca Tagea Brandt Rejselegat.

## Premios y reconocimientos
- 1899: Medalla de Oro de la Real Academia Danesa de Ciencias y Letras.
- 1920: Medalla de Oro al Mérito.
- 1925: Beca Tagea Brandt Rejselegat.

El 9 de diciembre de 1986, Danske Statsbaner renombró su locomotora eléctrica Litra EA 3007 como Kirstine Meyer.